# Rhamphomyia barbipalpis
Rhamphomyia barbipalpis är en tvåvingeart som beskrevs av Frey 1950. Rhamphomyia barbipalpis ingår i släktet Rhamphomyia och familjen dansflugor. Inga underarter finns listade i Catalogue of Life.